# Maxburretia
Maxburretia ist eine Pflanzengattung innerhalb der Familie der Palmengewächse (Arecaceae). Die etwa drei Arten kommen nur auf der Malaiischen Halbinsel vor.

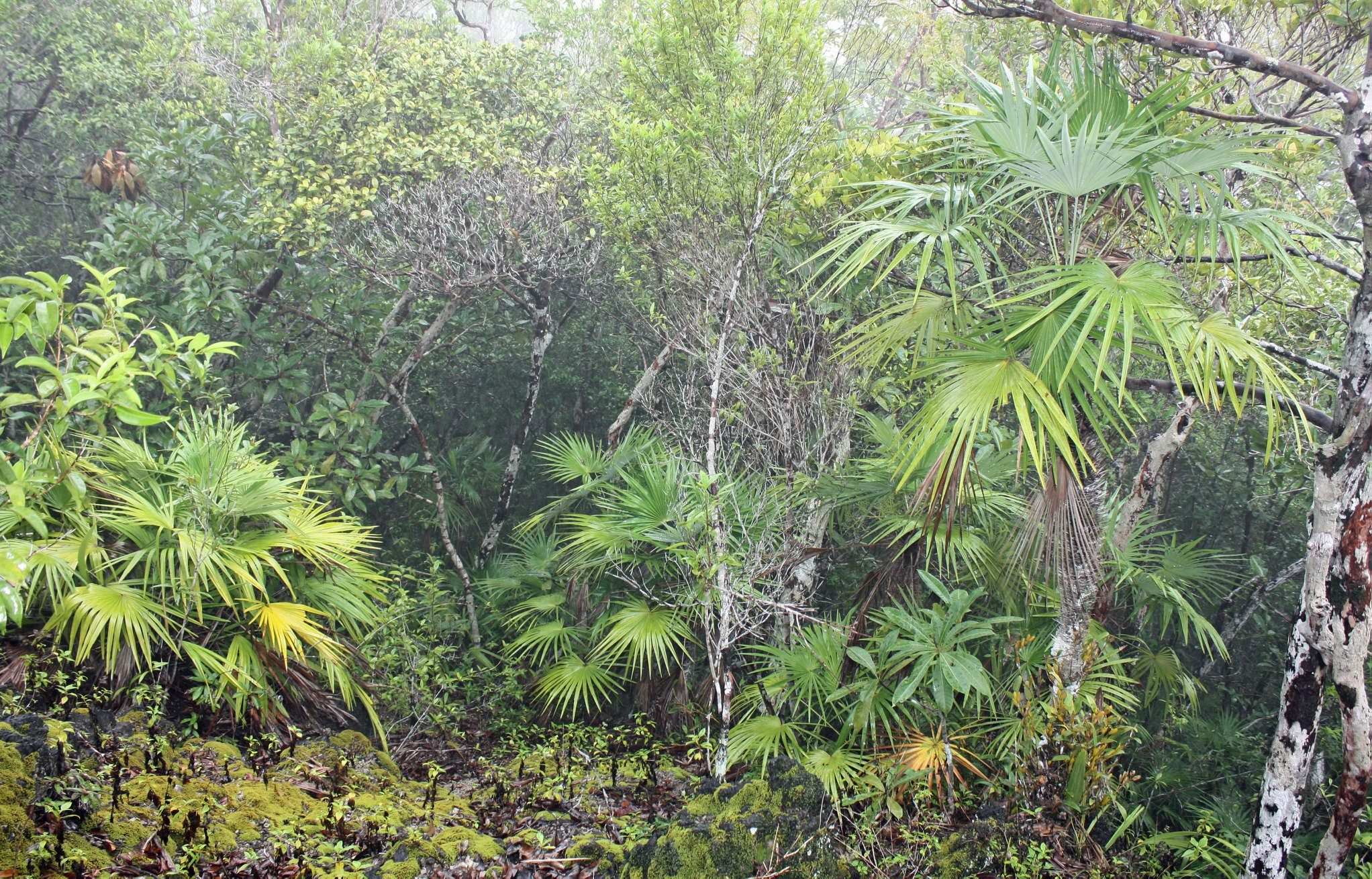
Maxburretia furtadoana am Naturstandort

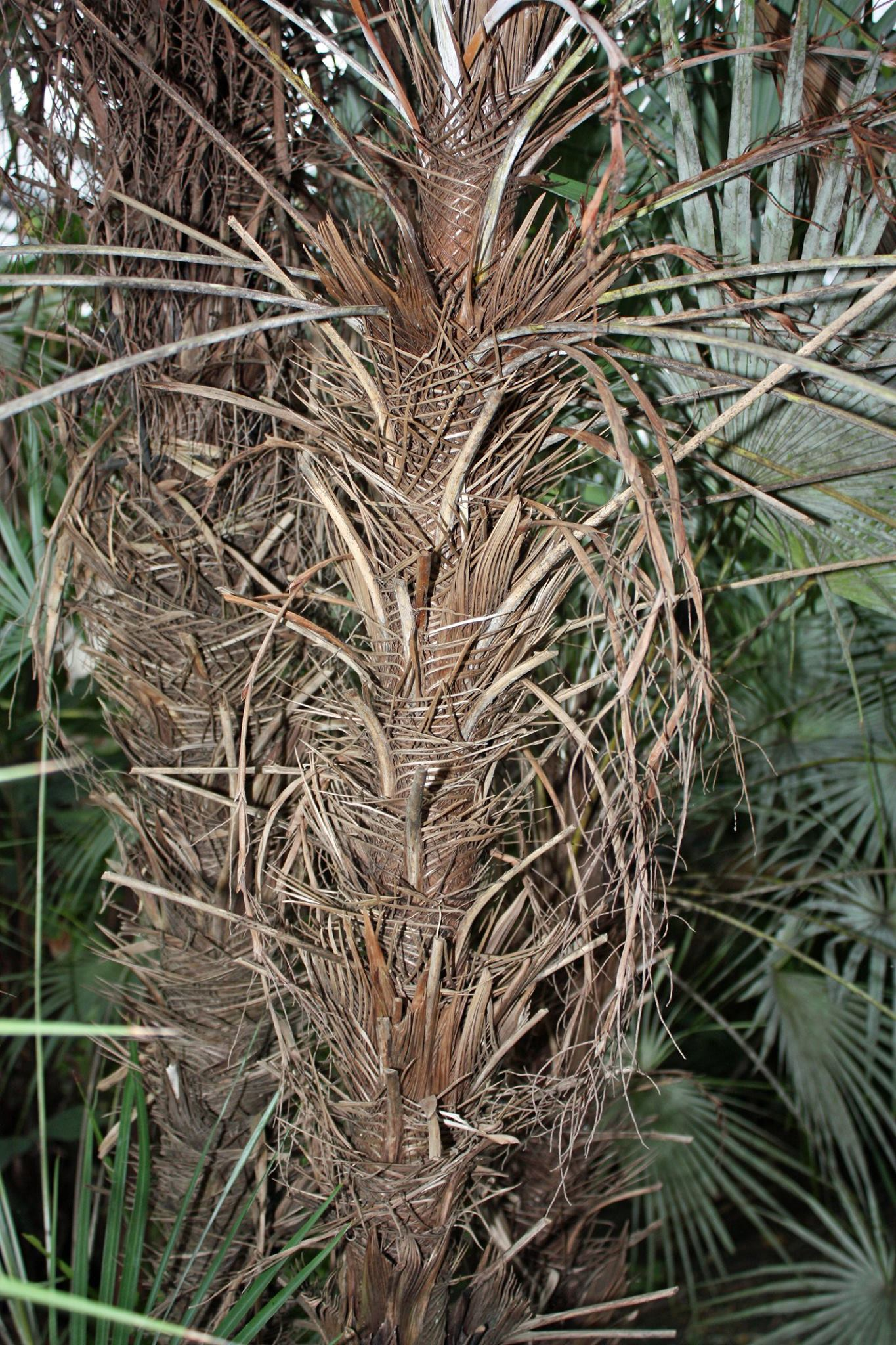
Blattscheiden am Stamm von Maxburretia furtadoana

## Beschreibung

### Erscheinungsbild
Maxburretia-Arten sind strauchartige Zwergpalmen mit kurzem oder fehlendem Stamm. Sie sind Fächerpalmen. Sie sind mehrmals blühend und unbewehrt. Ist ein Stamm vorhanden, ist er dicht mit Blattnarben besetzt und vollständig von den ausdauernden Blattscheiden bedeckt.

### Blätter
Die Blätter sind fächerförmig (palmat), induplicat und vertrocknen an der Pflanze. Die Blattscheide löst sich in einer Masse von Fasern auf und kann stachelig sein. Der Blattstiel ist gut ausgeprägt, unbewehrt und im Querschnitt halbkreisförmig. Die Hastula an der Blattoberseite ist dreieckig bis rundlich, manchmal behaart; die Hastula auf der Blattunterseite ist nur undeutlich ausgebildet. Die Spreite ist zu rund zwei Dritteln ihres Radius in schlanke, einfach gefaltete, meist kahle Segmente zerteilt.

### Blütenstände
Die Blütenstände stehen meist einzeln, zwischen den Blättern und stehen bogig aus der Blattkrone heraus. Sie sind ein- bis dreifach verzweigt. Das Vorblatt ist röhrig, zweikielig, schmal, lang und meist durch die Blattscheiden verdeckt. Es gibt ein bis drei, auch mehr Hochblätter am Blütenstandsstiel, die dem Vorblatt ähneln. Die Hochblätter an der Blütenstandsachse sind schmal röhrig, jedes trägt eine Seitenachse erster Ordnung. Die Hochblätter höherer Ordnung sind sehr klein und unauffällig. Die blütentragenden Seitenachsen (Rachillae) sind schlank. An ihnen stehen entfernt und in spiraliger Anordnung kleine, dreieckige Tragblätter, in deren Achseln je eine einzelne Blüte steht, nur selten zwei oder drei Blüten.

### Blüten
Maxburretia-Arten sind zweihäusig getrenntgeschlechtig (diözisch) oder die Blüten sind zwittrig. Die Blüten sind sehr klein. Bei diözischen Maxburretia-Arten sind männliche und weibliche Blüten ähnlich. Die drei Kelchblätter sind frei, imbricat, oval bis dreieckig und kahl. Die drei Kronblätter sind zu einem Drittel bis zur Hälfte verwachsen, länglich und mit meist leicht verdickten Spitzen. Männliche und zwittrige Blüten enthalten sechs Staubblätter, die mit den Kronblättern verwachsen sind. Die Staubfäden bilden eine dünne oder dicke becherförmige Struktur (Cupula). Sie können auch frei sein. Die Antheren sind eher kurz und latrors. Die Staminodien in den weiblichen Blüten ähneln den Staubblättern, bilden aber eine schmale Cupula und besitzen kleine, leere Antheren. Das Gynoeceum besteht aus drei freien Fruchtblättern, die an der Basis kurz verbunden sind. Der Griffel ist dreieckig. Die Samenanlagen sind an der Basis angeheftet, anatrop oder in einer Mittelstellung zwischen anatrop und hemianatrop. Männliche Blüten besitzen ein sehr kleines, dreilappiges Stempelrudiment.
Der Pollen ist ellipsoidisch und meist bisymmetrisch. Die Keimöffnung ist ein distaler Sulcus. Die längste Achse misst 15 bis 19 µm.

### Früchte und Samen
Die Frucht entwickelt sich gewöhnlich nur aus einem Fruchtblatt. Sie ist ellipsoidisch, an der Spitze stehen die Narbenreste. Die Blütenhülle bleibt ebenfalls erhalten. Das Exokarp ist jung mit silbrigen Haaren besetzt, die zur Fruchtreife abfallen. Das Mesokarp ist dünn und fleischig, das Endokarp kaum entwickelt. Der Samen setzt basal an und hat ein homogenes Endosperm und eine kleine, seitliche Einbuchtung der Samenschale. Der Embryo sitzt seitlich und der Einbuchtung gegenüber. Das Eophyll ist einfach, ganzrandig und gefaltet.

### Chromosomensatz
Die Chromosomenzahl ist nicht bekannt.

## Standorte
Alle Maxburretia-Arten wachsen in niedrigem Wald auf exponierten Standorten und Gipfeln der Kalk-Hügel, die teilweise verkarstet sind.

## Systematik und Verbreitung
Die Gattung Maxburretia wurde 1941 durch Caetano Xavier Furtado in Gardens' Bulletin, Straits Settlements, Series 3, Volume 11, S. 240 aufgestellt. Der Gattungsname Maxburretia ehrt den deutschen Palmenforscher Karl Ewald Maximilian Burret (1883–1964). Typusart ist Maxburretia rupicola (Ridl.) Furtado. Synonyme für Maxburretia Furtado sind: Liberbaileya Furtado, Symphyogyne Burret nom. illeg.
Die Gattung Maxburretia gehört zur Subtribus Rhapidinae aus der Tribus Trachycarpeae in der Unterfamilie Coryphoideae innerhalb der Familie Arecaceae. Die Monophylie der Gattung Maxburreti wurde noch nicht untersucht. Ihre Schwestergruppe ist je nach Untersuchung Rhapis oder eine Gruppe aus Rhapis und Guihaia.
Die drei Maxburretia-Arten sind auf ein kleines Gebiet auf der Malaiischen Halbinsel beschränkt: im südlichen Thailand und im westlichen Malaysia.
In der Gattung Maxburretia Furtado gibt es nur etwa drei Arten:
- Maxburretia furtadoana J.Dransf.: Sie kommt an wenigen Fundorten nahe Surat Thani vor.
- Maxburretia gracilis (Burret) J.Dransf.: Sie kommt auf den Kalkstein-Inseln Pulau Langkawi und an einem Fundort im südlichen Thailand vor.
- Maxburretia rupicola (Ridl.) Furtado: Dieser Endemit kommt nur in Selangor vor.[1]

## Belege
- John Dransfield, Natalie W. Uhl, Conny B. Asmussen, William J. Baker, Madeline M. Harley, Carl E. Lewis: Genera Palmarum. The Evolution and Classification of Palms. Zweite Auflage, Royal Botanic Gardens, Kew 2008, ISBN 978-1-84246-182-2, S. 258–260.
- A. Henderson: Palms of Southern Asia. Princeton university press, Princeton and Oxford, 2009.
- A. S. Barfod, John Dransfield: Flora of Thailand, Volume 11, 3, 2013, S. 323–498. The Forest Herbarium, National Park, Wildlife and Plant Conservation Department, Bangkok.